# Bešenovo
Bešenovo (ćir.: Бешеново) je naselje u općini Srijemska Mitrovica u Srijemskom okrugu u Vojvodini.

## Stanovništvo
U naselju Bešenovo živi 965 stanovnika, od čega 913 punoljetana stanovnika s prosječnom starosti od 40,2 godina (38,9 kod muškaraca i 41,5 kod žena). U naselju ima 290 domaćinstva, a prosječan broj članova po domaćinstvu je 3,33.
Prema popisu iz 1991. godine u naselju je živjelo 140 stanovnika.
| Etnički sastav 2002. |            |        |
| Narod                | Stanovnika |        |
| Srbi                 | 945        | 97,92% |
| Hrvati               | 2          | 0,20%  |
| Mađari               | 2          | 0,20%  |
| Ukrajinci            | 2          | 0,20%  |
| Jugoslaveni          | 2          | 0,20%  |
| Makedonci            | 1          | 0,10%  |
| nepoznato            | 11         | 1,13%  |

| broj stanovnika | 1051  | 1084  | 1145  | 1146  | 1028  | 913   | 965   |
|                 | 1948. | 1953. | 1961. | 1971. | 1981. | 1991. | 2001. |

## Vanjske poveznice
- Karte, položaj vremenska prognoza
- Satelitska snimka naselja  Arhivirana inačica izvorne stranice od 11. veljače 2021. (Wayback Machine)